# Apicia geniculata
Apicia geniculata är en fjärilsart som beskrevs av George Duryea Hulst 1886. Apicia geniculata ingår i släktet Apicia och familjen mätare. Inga underarter finns listade i Catalogue of Life.